# Свит, Лоретта
Лоретта Свит (англ. Loretta Swit; 4 ноября 1937, Пассейик, Нью-Джерси — 30 мая 2025, Нью-Йорк, Нью-Йорк) — американская характерная актриса театра и кино. Наиболее известна по роли майора Маргарет Халиган в сериале «Чёртова служба в госпитале МЭШ», принесшей ей в начале 1980-х годов две прайм-таймовых премии «Эмми» за за лучшую женскую роль второго плана в комедийном телесериале.

## Ранние годы
Лоретта Свит родилась в Пассейике (штат Нью-Джерси) и имеет польское происхождение. Там же в 1955 году окончила среднюю школу Pope Pius XII. Училась на Манхэттене у Джина Франкеля, которого считает своим учителем по сей день. На протяжении всей карьеры Свит регулярно возвращается в его студию, чтобы пообщаться с начинающими актёрами. Перед поступлением в театр окончила Американскую академию драматического искусства как певица.

## Карьера
В 1967 году Свит гастролировала в составе с национальной труппы «Каждую среду», в которую входил Гарднер МакКэй. Затем в Лос-Анджелесе исполняла роль одной из сестёр Pigeon вместе с Доном Риклесом и Эрнестом Боргнайном в «Странной парочке».
Свит приехала в Голливуд в 1970 году и выступала в телевизионных шоу, в том числе «Дымок из ствола», «Миссия невыполнима», Hawaii Five-O, и Mannix.
11 лет, с 1972 по 1983 год, исполняла роль майора Маргарет «Горячие губки» Халиган в знаменитом телесериале «Чёртова служба в госпитале МЭШ». Унаследовала эту роль от кинозвезды Салли Келлерман, сыгравшей Горячие губки в одноимённом кинофильме 1970 года. Свит и Алан Алда были единственными актёрами, снявшимися в пилотной серии и участвовавшими в сериале в течение 11 лет. Дважды была награждена «Эмми» за свою роль. Стала первой звездой «МЭШ» посетившей Южную Корею, где выступила в роли закадрового рассказчика в документальном фильме «Корея, забытая война».
В 1975 году играет на Бродвее в «В это же время, в следующем году» с Тедом Бесселлем и «Тайне Эдвина Друда». Затем следует роль в мюзикле «Мэйм» в Лас-Вегасе вместе со Сьюзен Хэйворд, а позже, Селестой Холм.
В 1981 году сыграла Кегни в пилотной серии «Кегни и Лэйси», но, связанная договорными обязательствами, не смогла продолжить участие в нём.
Свит была приглашённой звездой (guest star) в таких телешоу, как Love Boat, Match Game, Pyramid и Hollywood Squares. Также принимала участие в рождественских программах, среди которых телеверсия The Best Christmas Pageant и A Christmas Calendar (TV special) (1987).
Одно время Свит гастролировала с пьесой «Монологи вагины».
Осенью 2003 года сыграла главную роль в «Мэйм» в Театре Северной Каролины.
10 октября 2008 года Лоретта выступила на GSN Live.

## Личная жизнь
В 1983 году Свит вышла замуж за актёра Дэнниса Холахана, с которым развелась в 1995 году, и больше замуж не выходила. Детей не имела.
Была вегетарианкой и активной защитницей прав животных, посвящала им значительную часть своего времени.
Автор книги о вышивке A Needlepoint Scrapbook (1986), в которой рассказала о способах чтения схем вышивок, демонстрировала основные швы и предлагала разнообразные образцы, в том числе вышивку в стиле игры Ms. Pac-Man. Лоретта писала: «Мы у себя дома фанатеем от видеоигры Ms. Pac-Man». У Лоретты также есть игровой автомат Ms. Pac-Man.
Умерла 30 мая 2025 года в возрасте 87 лет у себя дома в Нью-Йорке от естественных причин.

## Фильмография
| Год       |   | Русское название                      | Оригинальное название                 | Роль                                       |
| --------- | - | ------------------------------------- | ------------------------------------- | ------------------------------------------ |
| 1998      | ф | «Пляжное кино»                        | Beach Movie («Board Heads»)           | миссис Джонс                               |
| 1996      | ф | «Лесной воин»                         | Forest Warrior                        | Ширли                                      |
| 1992      | ф | «Убийца среди друзей»                 | A Killer Among Friends                | Детектив Патриция Стейли (Patricia Staley) |
| 1991      | ф | «В аду нет ярости»                    | Hell Hath No Fury                     | Конни Стюарт (Connie Stewart)              |
| 1986      | ф | «Мечты о золоте: История Мэла Фишера» | Dreams of Gold: The Mel Fisher Story! | Део Фишер (Deo Fisher)                     |
| 1986      | ф | «Упс... Апокалипсис!»                 | Whoops Apocalypse!                    | Барбара Адамс, первая женщина-президент    |
| 1985      | ф | «Пиво»                                | Beer                                  | Би. Ди. Такер                              |
| 1981      | ф | S.O.B.                                | S.O.B.                                | Полли Рид, репортёр светской хроники       |
| 1975      | ф | «Гонки с дьяволом»                    | Race with the Devil                   | Элис                                       |
| 1974      | ф | «Фриби и Бин»                         | Freebie and the Bean                  | жена Реда Милдрейд Майерс (Mildred Meyers) |
| 1972      | ф | «Ожидайте продолжения»                | Stand Up and Be Counted               | Хилари МакБрайд                            |
| 1972—1979 | с | «Голливудские площади»                | The Hollywood Squares                 | эпизоды                                    |

## Награды и звания
- В 1991 году была удостоена Sarah Siddons Award за свою работу в Chicago Theatre.
- В 1989 году удостоена звезды на Голливудской «Аллее славы».